# Člověk vzpřímený
Člověk vzpřímený (Homo erectus) byl druh pravěkého hominida, který žil před 2 či 1,8 miliony až asi 143 tisíci či 50 tisíci lety v Africe, Asii a Evropě. Vzpřímená chůze již byla stejná jako u současného člověka.
Příslušníci tohoto dávného hominida již systematicky vyráběli kamenné nástroje podle kulturních stereotypů – acheulská kultura reprezentovaná pěstním klínem. Mezi další kulturní inovace, které Homo erectus využíval k adaptaci na vnější prostředí, patřilo užívání ohně (náznaky rozdělávání ohně před 0,79 miliony let, ale vaření nebylo prokázáno) a rozvíjení stále širšího spektra loveckých technologií. Pravděpodobně byl první, kdo žil jako lovci a sběrači. Homo erectus je nejdéle žijícím hominidem vůbec. V různých svých poddruzích a formách přežíval více než 1,7 milionu let. Z Evropy ale zmizel již před 1,1 milionem let.

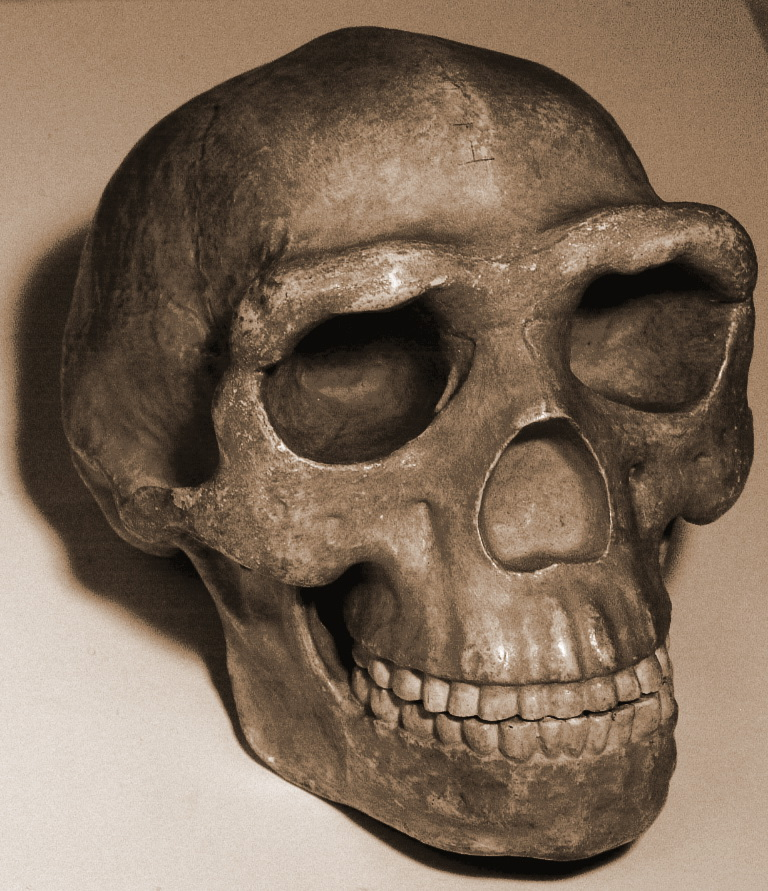
Model lebky pozdní formy Homo erectus – pekinensis

## Historie
Formálně byl tento taxon popsán v roce 1894 na základě fosilií objevených v Indonésii v letech 1891 a 1892 badatelem F. Duboisem.

## Evoluční trend
Ve srovnání s ranými zástupci rodu Homo pokračovalo zvětšování tělesné výšky a váhy, zmenšení pohlavních orgánů, přestavba a růst mozku (neokortex), gracializace chrupu (redukce velikosti stoliček), zmenšení objemu žvýkacích svalů a snižování sexuálního dimorfismu.
Spánkový lalok mozku ještě nebyl u tohoto pravěkého člověka stejně dobře vyvinutý (a proporcionálně velký), jako u moderního člověka druhu Homo sapiens.
- Homo erectus erectus (člověk jávský, 1.6–0.5 Ma)
- Homo erectus ergaster (možná samostatný druh, 1.9–1.4 Ma)
- Homo erectus georgicus (možná samostatný druh, 1.8–1.6 Ma)
- Homo erectus lantianensis (1.6 Ma)
- Homo erectus nankinensis (člověk nangingský, 0.6 Ma)
- Homo erectus pekinensis (člověk pekingský, 0.7 Ma)
- Homo erectus soloensis (0.546–0.143 Ma)
- Homo erectus tautavelensis (0.45 Ma)
- Homo erectus yuanmouensis

## Morfologické znaky
- 145 až 185 cm vysoká, štíhlá postava umožňující efektivní chůzi a běh; muži byli zřejmě vyšší než ženy;
- hmotnost 40 až 70 kg[9];
- prodloužená, úzká, nízká, mohutně stavěná mozkovna (750–1225 cm³), v týlu protažená a zalomená v týlní val;
- výrazné postorbitální zúžení lebky;
- masivní, dozadu ubíhající nízké a zploštělé čelo s výraznými nadočnicovými valy;
- velké lícní kosti, dopředu vystupující obličej, široký nos, čelisti a patro;
- mohutné čelisti;
- redukce ochlupení těla, zmnožení potních žláz a vznik nového termoregulačního systému.

## Potravinová orientace
- lov zvířat doplňovaný systematickým sběrem.

## Materiální technologie
- acheulská kultura (pěstní klíny, oboustranně opracované příčné sekáče, škrabadla, rydla aj.);
- prosazení principu reciprocity a spolupráce;
- rozvoj naučených vzorců chování.

## Komunikační schopnosti
- neúplná jazyková kompetence, primárně založená na mimické a gestické komunikaci (mimetická kultura)

## Přírodní prostředí
- ovlivněno střídáním glaciálů (step a tundra) a interglaciálů (les a lesostep)

## Evoluční vztahy

Strom vývoje člověka za poslední 2 miliony let, který zahrnuje i mísení s neandrtálci a denisovany.

- Dříve se předpokládalo, že před 700 až 400 tisíci lety se regionální populace Homo erectus transformovaly v archaického Homo sapiens, nyní převládá názor, že Homo erectus byl spíše slepou vývojovou větví. Pravděpodobnějším předchůdcem Homo sapiens se jeví Homo rhodesiensis.[10]
- Nejnovější výzkumy některých paleoantropologů odhalily, že Australopithecus, Homo habilis, Homo ergaster a Homo erectus žili v různých částech světa současně. Nedávná studie poukazuje na to, že se v případě H. habilis (pozdní forma) a H. erectus mohlo jednat o tentýž druh.[11] Homo erectus georgicus nalezený v Dmanisi je tedy spíše řazen k Homo erectus. Různost lebek nalezených na stejném místě v Dmanisi a datovaných do stejné doby naznačuje, že Homo ergaster, Homo heidelbergensis, Homo habilis i Homo georgicus mohou být stejným druhem – Homo erectus.[12] Jde také spíše o různé postavy téhož druhu.[13]
- Mezi vědci stále probíhá debata, zda jsou druhy Homo erectus a Homo ergaster rozdílné, či je H. erectus asijským poddruhem či formou afrického H. ergaster.
- Ještě nedávno se vědci domnívali, že část lidí označovaných jako Homo erectus přežila až do opravdu nedávné doby. Stáří indonéských velmi pozdních fosilií Homo erectus bylo určeno na 27 000 až 53 000 let.[14]. Tato teorie však byla novějším datováním vyvrácena. Předpokládá se, že větší populace druhu Homo erectus z Asie zmizely nejpozději před 143 000 lety, ale většinou podstatně dříve.[15] Poslední ostrůvkovité zbytky (ostrov Jáva před zhruba 110 ticíci lety,[16] ostrov Flores) druhu snad mohly přežívat ještě o něco déle.
- Podle některých teorií se asi před 100 tisíci lety z populace Homo erectus na indonéském ostrově Flores vyvinul nový druh Homo floresiensis, jehož zuby jsou nejblíže podobné k Homo erectus.[17]

## Další významné lokality
- Asie: Modjokerto, Sangiran, Sambungmachan, Trinil (Indonésie), Čou-kchou-tien, Lan-tchien, (Čína).
- Afrika: Bouri (Etiopie), West Turkana (Keňa), Olduvajská rokle (Tanzanie), Buia (Eritrea) aj.

## Lokality v Česku
- Přezletice (Zlatý kopec) – jedno z nejstarších ohnišť ve střední Evropě.
- Brno (Stránská skála) – jedno z nejstarších ohnišť ve střední Evropě.[18]

## Rok popisu holotypu
- (Trinil 2): 1894 (jako Pithecanthropus erectus).